# Друзів не зраджують
«Друзів не зраджують» — радянський художній фільм 1984 року, знятий Абдурахімом Кудусовим і Юнусом Юсуповим на кіностудії «Таджикфільм».

## Сюжет
Неподалік новобудов знаходиться будиночок, де живе старий, господар білого коня. Маленький Сухроб давно потоваришував із ним та його конем. Коли старий захворів і потрапив до лікарні, Сухроб дізнався, що тварині загрожує біда: на вимогу мешканців вона відправлена на м'ясокомбінат. Виявивши чимало наполегливості, хлопчина врятував коня.

## У ролях
- Хамза Умаров — старий
- Манучехр Насруллаєв — Сухроб
- Алі Мухаммад — Алі
- Аслан Рахматуллаєв — другорядна роль
- Хашим Рахімов — кінооператор
- Дільбар Умарова — мати Надіра

## Знімальна група
- Режисери — Абдурахім Кудусов, Юнус Юсупов
- Сценарист — Абдурафі Рабієв
- Оператор — Іван Барабаш
- Композитори — Геннадій Александров, Мурат Атаєв
- Художник — Абдусалом Абдуллаєв